# D小調
d小調是從D音開始的音樂小調，組成的音有D、E、F、G、A、降B、C、D。d小調是有一個降號的調。
它的關係調是F大調，並行大調是D大調。